# Jegor Krid
Jegor Krid (ros. Егор Крид, znany także jako Jegor Kreed, właściwie Jegor Mikołajewicz Bułatkin, ros. Егор Николаевич Булаткин; ur. 25 czerwca 1994 w Penzie) – rosyjski piosenkarz i raper.

## Życiorys

### Rodzina i edukacja
Urodził się w Penzie w europejskiej części Rosji. Jest synem przedsiębiorcy Mikołaja Borysowicza Bułatkina i jego żony Mariny Pietrownej. Ma siostrę Polinę, która jest aktorką, piosenkarką, kompozytorką, pisarką i reżyserką.
Ukończył liceum nowoczesnej technologii zarządzaniem nr 2 w Penzie. Od bardzo młodego wieku interesował się muzyką hip-hopową. W wieku szkolnym czuł wenę twórczą w stosunku do muzyki. W okresie dorastania pisał piosenki o problemach międzyludzkich i doświadczeniach miłosnych, a także o swoich przeżyciach emocjonalnych.
Podjął studia na Wydziale Producenckim Akademii Muzycznej im. Gniesinych w Moskwie.

### Kariera
W 2011 wydał teledysk do debiutanckiej piosenki „Lubow w sieci”. W 2012 zdobył nagrodę za najlepszy projekt hip-hopowy w konkursie  Zwiezda Vkontaktie – Piatyj kanał organizowanym przez portal Vkontakte. Wystąpił z piosenką „Wdochnowenie” na jednych z głównych miejsc festiwalowych w Sankt Petersburgu w sali koncertowej Oktabrski.

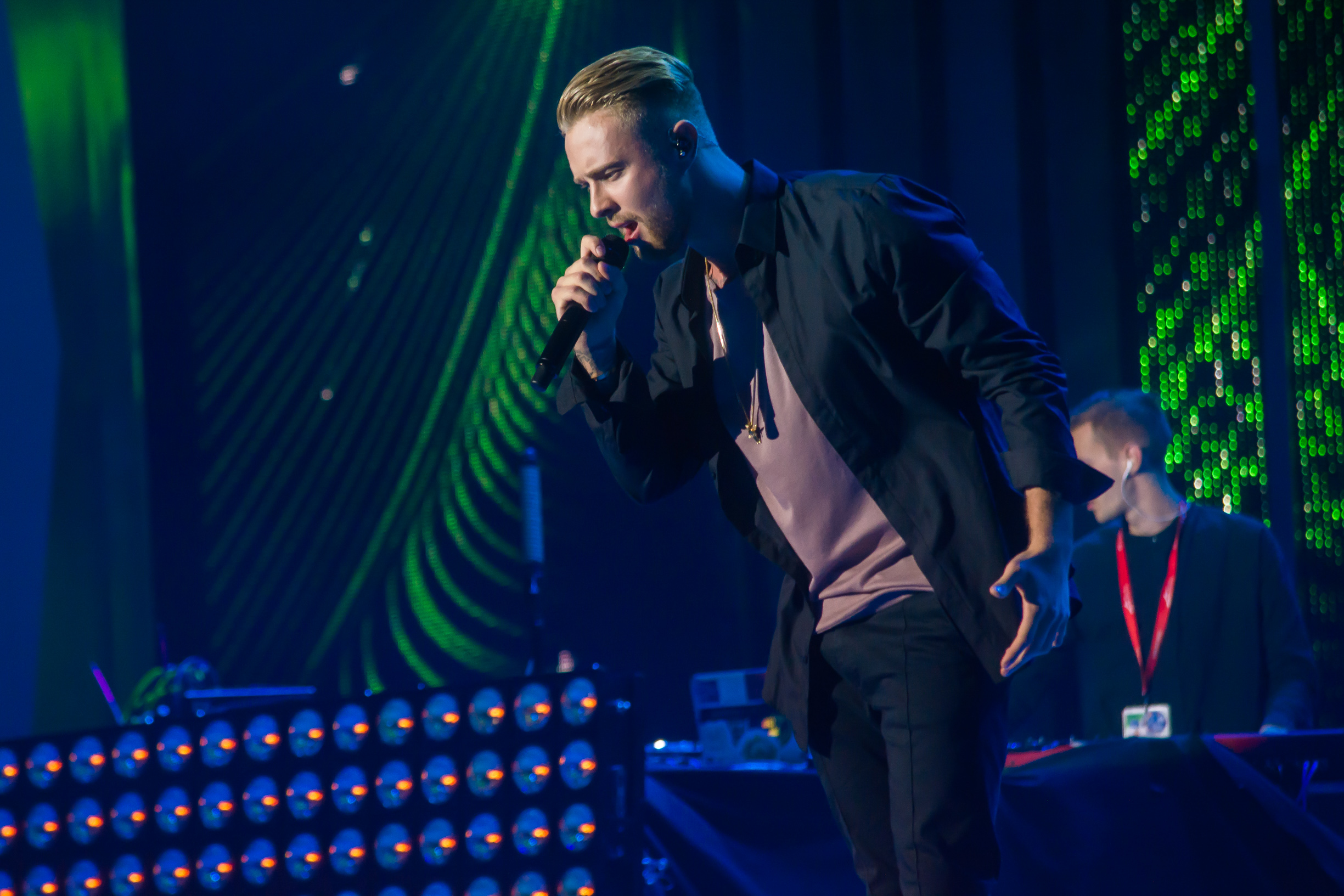
Krid na Europa Plus TV 2016 w Witebsku

Po wydaniu coveru piosenki „Nie schodi s uma” Timatiego współpracę zaproponowała mu wytwórnia płytowa Black Star Inc. W 2014 pod szyldem firmy wypuścił singiel „Samaja samaja”, z którym dotarł do pierwszego miejsca list przebojów. Teledysk do piosenki w kwietniu przekroczył wynik 100 milionów odsłon w serwisie YouTube.
2 kwietnia 2015 wydał debiutancki album studyjny pt. Chołostiak, który promował singlem „Niewiesta”. 25 lipca wystąpił na festiwalu Europa Plus LIVE 2015 na stadionie „Łużniki” w Moskwie. 1 stycznia 2016 wystąpił z Iosifem Kobzonem na koncercie Nowogodniem gołubom ogonkie 2016.
26 marca 2016 nie został wpuszczony na terytorium Ukrainy z powodu prowadzenia sprzedaży biletów na swoje koncerty odbywające się na terytorium Krymu. Nocą z 20 na 21 lipca 2018 wraz z Timatim na ulicy Wielka Dymitrówka w Moskwie przeprowadzili nieautoryzowaną wielotysięczną masową imprezę, stworzywszy na dachu samochodu koncert, zablokowawszy uliczny ruch. Akcja była poświęcona otwarciu salonu piękności Timatiego. Następnego dnia prawnik Aleksandr Chamińskij podał wniosek o wszczęcie spraw w sprawie tego incydentu do Departamentu Ministerstwa Spraw Wewnętrznych Twerskiego Rejonu i Moskiewskiej Policji Ruchu Drogowego. Sąd w danej sprawie wyznaczył rozprawę na 1 sierpnia bieżącego roku.

### Życie prywatne
W 2015 spotykał się z Ksenią Deli.

## Dyskografia

### Albumy studyjne
- Chołostiak (2015)
- Czto oni znajut (2017)

### Single
- 2011 – „Lubow w sieci”
- 2012 – „Lubow s temi, kto starsze” (feat. Dima Kartaszow)
- 2012 – „Rasstojanija” (pol. Odległości) (feat. Polina Faith)
- 2012 – „Starlietka”
- 2012 – „Wot ono sczastie”
- 2012 – „Ja tiebia ceplaju”
- 2013 – „Zawiedi moj puls”
- 2013 – „Tolko ty, tolko ja”
- 2013 – „Bolsze czem lubow” (feat. Aleksiej Worobjow)
- 2013 – „Pazl”
- 2013 – „Wnie wremieni”
- 2014 – „Nado li”
- 2014 – „Skromnym byt nie w modie” (feat. Hanna)
- 2014 – „#JaNaru.TW”
- 2014 – „Samaja samaja”
- 2015 – „Niewiesta”
- 2015 – „Papina doczka”
- 2015 – „Tiszina”
- 2015 – „Ja astanus” (feat. Arina Kuzmina)
- 2015 – „Budilnik”
- 2016 – „Gdie ty, gdie ja” (feat. Timati)
- 2016 – „Mnie nrawitsja”
- 2016 – „Mało tak mało”
- 2017 – „Bieregu”
- 2017 – „Nie mogu”
- 2017 – „Zażygałki”
- 2017 – „Potraczu”
- 2017 – „Samba biełogo motylko”
- 2017 – „Jesli ty mienia nie lubisz” (feat. Molly)
- 2017 – „Komanda 2018” (feat. Polina Gagarina i DJ Smash)
- 2017 – „Eto mojo”
- 2018 – „Sleza”
- 2018 – „Siemia skazala”
- 2018 – „Million ałych roz”
- 2018 – „Guczi” (feat. Timati)
- 2018 - „Cwiet nastrojenia cziornyj” (feat. Filipp Kirkorow)
- 2018 - „Chołostiak" (Feduk i LSP)
- 2019 - „Krutoj”
- 2019 - „Vremia ne prislo”
- 2019 - „Grekhi" (feat. Klava Koka)
- 2019 - „Serdtseyedka”
- 2019 - „Love Is”
- 2020 - „Golubyye glaza”
- 2020 - „Mne vso Monro” (feat. HammAli & Navai)
- 2020 - „Kariye glaza” (feat. Loc-Dog)
- 2020 - „Coco L’Eau” (feat. The Limba)
- 2020 - „Rolls Royce” (Timati i Dzhigan)
- 2020 - „Ty ne smogla prostit'”
- 2021 - „Golos'”
- 2021 - „(Ne)ideal'na”
- 2021 - „Astronaut in the Ocean” (Remix; Masked Wolf)
- 2021 - „Na chile” (Dzhigan, feat. The Limba, blago white, OG Buda, Timati, Soda Luv & Gufa)
- 2021 - „Skoro vesna” (feat. Nikolay Bulatkin)
- 2021 - „Samyy khudshiy trek” (feat. Dzharakhov, Buster)
- 2021 - „Lambo urus”

### Teledyski
| Rok  | Klip                                          | Reżyser                                | Album            |
| ---- | --------------------------------------------- | -------------------------------------- | ---------------- |
| 2011 | „Lubow w sieci”                               | Jegor Krid                             | —                |
| 2012 | „Zawiedi moj puls”                            | Siergiej Gray                          | —                |
| 2012 | „Starlietka”                                  | Aleksiej Figusow                       | —                |
| 2012 | „Bolsze czem lubow” (feat. Aleksiej Worobjow) | Aleksiej Figusow                       | —                |
| 2012 | „Rasstojanija” (feat. Polina Faith)           | Aleksander Sołomachin                  | —                |
| 2014 | „Skromnym byt nie w modie” (feat. Hanna)      | Aleksiej Kuprianow                     | Chołostiak       |
| 2014 | „Nado li”                                     | Aleksiej Kuprianow                     | Chołostiak       |
| 2014 | „Samaja samaja”                               | Aleksiej Kuprianow                     | Chołostiak       |
| 2015 | „Niewiesta”                                   | Aleksiej Kuprianow                     | Chołostiak       |
| 2015 | „Ja astanus” (feat. Arina Kuzmina)            | Marat Adelszin                         | Chołostiak       |
| 2015 | „Budilnik”                                    | Paweł Chudiakow (HOODYAKOV Production) | –                |
| 2016 | „Papina doczka”                               |                                        | Chołostiak       |
| 2016 | „Gdie ty, gdie ja” (feat. Timati)             | –                                      | –                |
| 2016 | „Mnie nrawitsja”                              | –                                      | –                |
| 2016 | „Mało tak mało”                               | Aleksiej Kuprianow                     | –                |
| 2017 | „Czto oni znajut?”                            | Aleksiej Golubiew                      | Czto oni znajut? |
| 2017 | „Bieregu”                                     |                                        | Chołostiak       |
| 2017 | „Jesli ty mienia nie lubisz” (feat. Molly)    | Paweł Chodiakow                        | Czto oni znajut? |
| 2017 | „Potraczu”                                    | Irina Łaptiewa                         | Czto oni znajut? |
| 2017 | „Nie mogu”                                    | Aleksiej Gołubiew                      | Czto oni znajut? |
| 2018 | „Sleza”                                       | Aleksiej Gołubiew                      | -                |